# معين الدين حسن بن الشيخ
معين الدين حسن بن الشيخ (تُوفي في 10/12 شباط 1246 م) كان وزيرًا للسلطان الأيوبي في مصر، الصالح أيوب، من عام 1240 حتى وفاته.
كان معين الدين ينتمي إلى عائلة تُعرف باسم أولاد الشيخ. أجداده جاؤوا من خراسان. كان أصغر أربعة إخوة. إخوته الأكبر هم فخر الدين يوسف، وعماد الدين عمر وكمال الدين أحمد. كان مثل إخوته صوفيًا، حيث درّس الفقه الشافعي في القاهرة قبل دخوله عالم السياسة.
عُين معين الدين "نائبًا للوزير" من السلطان الكامل. كان عضوًا في المجلس الذي انتخب الجواد يونس وصيًا على دمشق بعد وفاة الكامل عام 1240. رُقي إلى وزير كامل من خليفة الكامل، الصالح أيوب، في نفس العام. وفي عام 1243م، كان جزءًا من محاولة التقارب بين السلطان والأمراء الأيوبيين في الشام والتحالف مع الخوارزميين الذي تسبب في انهيارها. بعد انتصار المصريين والخوارزميين على الفرنجة في معركة غزة عام 1244، وضع الصالح أيوب، الذي بقي في القاهرة، معين الدين على رأس الجيش وأرسله للاستيلاء على دمشق.
بالنسبة لحملة عام 1245، مُنح معين الدين صلاحيات كاملة، بما في ذلك الحق في استخدام الجناح الملكي (الدهليز السلطاني) والحصول على الخدمة من الموظفين الملكيين. انضم إلى جيش الخوارزمي في غزة وقاد القوة المشتركة إلى بيسان ومن ثم إلى دمشق. بدأ حصار دمشق 1245 في شهر مايو/أيار واستمر لأكثر من أربعة أشهر. جرت مفاوضات الاستسلام بين معين الدين وأمين الدولة وزير دمشق. واتفق على أن يسلم الصالح إسماعيل دمشق ويحتفظ بعلبك، وأن يحتفظ حليفه المنصور إبراهيم بحمص. وقد حصل كلاهما على تصريح دخول آمن، ودخل معين الدين دمشق في 2 أكتوبر/تشرين الأول. وبعد فترة وجيزة، تلقى أمرًا متأخرًا باحتجاز الصالح إسماعيل.
وبعد غزوها، تولى معين الدين حكم دمشق نائبًا للصالح أيوب (نائب السلطنة). ووزع على الخوارزميين الإقطاع، ولكنهم اعتبروها غير كافية. وعين شهاب الدين رشيد الكبير واليًا على القلعة وجمال الدين هارون واليًا على الحرمين (والي المدينة). كما استبدل قاضي الصالح إسماعيل بأحد رجاله.
عيّن الصالح أيوب حسام الدين بن أبي علي واليًا على دمشق خلفًا لمعين الدين الذي توفي بالتيفوئيد في شباط 1246، بعد وقت قصير من وصول حسام الدين.

## فهرس
- Eddé, Anne-Marie (2002). "Wazīr, 3. The Ayyūbids". In Bearman, P. J.; Bianquis, Th.; Bosworth, C. E.; van Donzel, E.; Heinrichs, W. P. (eds.). The Encyclopaedia of Islam, New Edition, Volume XI: W–Z (بالإنجليزية). Leiden: E. J. Brill. pp. 190–191. ISBN:90-04-12756-9.
- Gottschalk, H. L. (1960). "Awlād al-Shaykh". In Gibb, H. A. R.; Kramers, J. H.; Lévi-Provençal, E.; Schacht, J.; Lewis, B.; Pellat, Ch. (eds.). The Encyclopaedia of Islam, New Edition, Volume I: A–B (بالإنجليزية). Leiden: E. J. Brill. pp. 765–766. ISBN:90-04-08114-3.
- Humphreys، R. Stephen (1977). From Saladin to the Mongols: The Ayyubids of Damascus, 1193–1260. State University of New York Press.